# August Bünte
August Heinrich Diedrich Bünte (* 1. Mai 1836 in Balge, Nienburg an der Weser; † 1920 in Hannover) war ein Dirigent, königlich-preußischer Musikdirektor und Professor und Komponist.

## Leben

### Familie
August Bünte wurde als einer von vier Söhnen eines Lehrers und Kantors geboren. Einer seiner Brüder war Wilhelm Bünte.
Laut dem Adreßbuch der Königlichen Haupt- und Residenz-Stadt Hannover für 1866 wohnten seinerzeit in der Stadt
- August Bünte, Lehrer an der Mittelschule, Hof- und Kirchensänger, wohnhaft Ernst-August-Platz 4[2];
- (Johann) Heinrich Bünte, Lehrer an der Bürgerschule I in der Burgstraße, Burgstraße 21 II;[3]
- Fr. Bünte, Lehrer an der Mittelschule, Friedrichstraße 12a;[3]
- August Victor Bünte, Holzhändler, Osterstraße 100, I.[2]

August Bünte heiratete Jane Catherine Kelly und hatte vier Söhne, darunter den Pianisten Charles Bünte.
Ein weiterer Familienangehöriger war Karl August Wilhelm Bünte (* 28. Januar 1860), Sohn des Lehrers Heinrich Bünte und der Amalie Kracke (* in Hannover).

### Werdegang
August Bünte war zum 1. Juli 1887 Mitglied und Leiter des königlichen Schlosskirchenchores („Hof- und Domchor“) in Hannover geworden, außerdem der Dirigent der Singakademie und der Neuen Liedertafel. Er komponierte geistliche Vokalmusik und veröffentlichte als Herausgeber geistliche Gesänge.
1877 wurde Bünte Mitglied im Hannoverschen Künstlerverein.
1890 wurde er zum Königlichen Musikdirektor ernannt. Er erhielt 1896 den Roten Adlerorden IV. Klasse und 1905 den Kronenorden III. Klasse. 1913 ernannte man ihn zum königlichen Professor.
August wurde ebenso wie sein Bruder Wilhelm Bünte auf dem Engesohder Friedhof beigesetzt.

## Werke
Partituren
- Jerusalem, die du tötest die Propheten.
- Prinzessin Ilse. Für Frauenchor, Solostimmen und Clavier, 1895.[5]

Bücher
- Schul-Choralbuch: Eine Sammlung ausgewählter Choralmelodien mit Text. 1892.